# Emil Tintz
Emil Tintz (ur. 1 sierpnia 1866, zm. 15 listopada 1929 w Krakowie) – pułkownik żandarmerii Wojska Polskiego.

## Życiorys
W latach 1906–1907, w stopniu rotmistrza I klasy, był komendantem Oddziału Uzupełnień Krajowej Komendy Żandarmerii Nr 5 dla Galicji we Lwowie. Jego przełożonym, dowódcą żandarmerii krajowej w Galicji był także Polak, pułkownik Eberhard Manowarda Edler von Jana. W tym samym czasie Eugeniusz Dąbrowiecki, późniejszy tytularny generał dywizji, w stopniu rotmistrza I klasy dowodził Oddziałem Żandarmerii Nr 2 w Krakowie. W 1911 roku był komendantem Oddziału Żandarmerii Nr 1 we Lwowie.
W 1918 przyjęty został do Wojska Polskiego. W maju 1919 roku przyjął od Eugeniusza Dąbrowieckiego obowiązki dowódcy Żandarmerii przy Dowództwie Okręgu Generalnego „Kraków”. W grudniu tego roku przeniesiony został z Krakowa do Lwowa, gdzie objął dowództwo Żandarmerii przy Dowództwie Okręgu Generalnego „Lwów”. Po utworzeniu 6 dywizjonu żandarmerii został jego pierwszym dowódcą.
W wydaniu z 27 września 1919 roku czasopisma „Myśl Niepodległa” ukazał się nie podpisany artykuł, którego autor dokonał krytyki przyjmowania do Wojska Polskiego byłych funkcjonariuszy (austriackiego) państwa policyjnego określonych jako antyki kajzerlikowskie (opisani zostali m.in. gen. Eugeniusz Dąbrowiecki, płk Emil Tintz, rtm Hugon Babel von Fronsberg, rtm Zygmunt Manowarda); Emil Tintz zarzucono, że w czasie I wojny światowej kierował się nienawiścią do Polaków, niszczył i grabił powiat kozienicki. Opisani w artykule oficerowie wytoczyli „Myśli Niepodległej” procesy sądowe na przełomie 1919/1920.
30 września 1920 roku został zatwierdzony z dniem 1 kwietnia 1920 roku w stopniu pułkownika, w żandarmerii, w grupie oficerów byłej armii austriacko-węgierskiej.
Z dniem 1 listopada 1921 roku przeniesiony został w stały stan spoczynku z prawem noszenia munduru. 26 października 1923 roku Prezydent RP Stanisław Wojciechowski zatwierdził go w stopniu pułkownika żandarmerii. Na emeryturze mieszkał we Lwowie. Później przeniósł się do Krakowa. Zmarł 15 listopada 1929 roku w Krakowie.

## Awanse
- podporucznik (niem. Leutnant) –
- porucznik (niem. Oberleutnant) –
- rotmistrz II klasy (niem. Rittmeister 2. Klasse) –
- rotmistrz I klasy (niem. Rittmeister 1. Klasse) – 1 maja 1901[13]
- major (niem. Major) –
- podpułkownik (niem. Oberstleutnant) –
- pułkownik (niem. Oberst) –

## Odznaczenia
- Krzyż Kawalerski Orderu Franciszka Józefa[3]
- Brązowy Medal Jubileuszowy Pamiątkowy dla Sił Zbrojnych i Żandarmerii[13]